# Hanoar Haoved Véhalomed
 (octobre 2008).
Si vous disposez d'ouvrages ou d'articles de référence ou si vous connaissez des sites web de qualité traitant du thème abordé ici, merci de compléter l'article en donnant les références utiles à sa vérifiabilité et en les liant à la section « Notes et références ».
 Hanoar Haoved Véhalomed  (הנוער העובד והלומד, la jeunesse qui travaille et qui étudie) est un mouvement de jeunesse juif qui compte aujourd'hui 400 centres en Israël. Elle est membre du MIF - ISE.

## Historique
Hanoar Haoved est créé en 1924 lors d'un colloque composé de 35 participants représentant différents mouvements reliés à l'idée du Travail sioniste pour les villes de Tel-Aviv, Jérusalem, Haïfa, Petah Tikva et Kfar Saba. Il est issu, idéologiquement, du syndicat de la Histadrout.
Le mouvement est composé de groupes représentant les diverses populations vivant en Israël ; Arabes, Druzes, Bédouins, kibboutznikim, moshavims, habitants des villes de développement et des zones urbaines à développer, après la création de l'Etat d'Israël.

## Composants idéologiques
Hanoar Haoved adopte comme slogan : « Au travail, à la défense et à la paix : la feuille et la pluie. »
Les 4 valeurs idéologiques et fondatrices du mouvement sont : le sionisme, le socialisme, la paix et la démocratie.

## Contributions
En 1931, le mouvement publie le journal Biméala. Il est à l'origine de la fondation de nombreuses implantations agricoles, dont Na'an en 1933.
Hanoar Haoved dirige aujourd'hui différents programmes de formation professionnelle, des groupes de défense des droits de l'homme, des centres de jeunesse et de convalescence.
Hanoar Haoved contribue au développement des activités communautaires au sein des minorités présentes en Israël, à l'amélioration des conditions de vie des populations défavorisées et à l'intégration des jeunes émigrants.